# Олешня (Корюківський район)
Оле́шня —  село в Україні, у Холминській селищній громаді Корюківського району Чернігівської області. Населення становить 142 осіб.  До 2016 орган місцевого самоврядування — Холминська селищна рада.

## Географія
Село розташоване за 25 км від районного центру і залізничної станції Корюківка та за 6 км від селищної ради.  Висота над рівнем моря — 148 м. 
Селом протікає річка Олешня, права притока Убіді.

## Історія
За переказами старожилів, село засноване на поч. XVII ст. на базі скловарного заводу, що належав поміщику Ярошевицькому, тому до XVIII ст. мало назву Гута. У XVIII ст. завод було зруйновано і село отримало сучасну назву від місцевою річки Олешня, яка протікала болотом, що було заросле вільхою (олешняком).
12 червня 2020 року, відповідно до розпорядження Кабінету Міністрів України № 730-р «Про визначення адміністративних центрів та затвердження територій територіальних громад Чернігівської області», увійшло до складу Холминської селищної громади.
19 липня 2020 року, в результаті адміністративно-територіальної реформи та ліквідації Корюківського району, увійшло до складу новоутвореного Корюківського району Чернігівської області.